# Georg Jappe
Georg Jappe (* 7. Mai 1936 in Köln; † 16. März 2007 in Kleve) war ein deutscher Künstler, Schriftsteller und Publizist.

## Leben und Werk
Jappe verlebte als Sohn des Oberstudienrats Hajo Jappe und seiner Ehefrau Gioia Schubring († 1992) seine Jugend in Südtirol. Das Gymnasium beendete er 1955 mit dem Abitur. Das Studium der Theaterwissenschaften und der Philosophie begann er in Frankfurt am Main, Paris und Wien. Die Promotion erlangte er 1961 mit dem Thema La Marionette Artistique.
Von 1961 bis 1962 betätigte er sich als Hochschulreferent. Am WDR nahm er 1962 eine Beschäftigung als Hörspiel-Lektor auf. Als Literaturkritiker arbeitete er ab 1963. Beim Kölner Stadtanzeiger und als freier Kunstkritiker wirkte er von 1964 bis 1966.
Bei der FAZ war er von 1966 bis 1975 als freier Mitarbeiter angestellt. Seit 1975 nahm er diese Aufgaben in der Zeitung Die Zeit wahr. Weiterhin war er für verschiedene Zeitungen und Zeitschriften als Kritiker in Europa tätig. So arbeitete er für den HR und die Zeitschrift Merkur.
Eine Lehrtätigkeit nahm er 1975 an der Gesamthochschule in Essen und an der Hochschule für bildende Künste in Hamburg für die Fächer Kunst und Literatur auf. Im Jahre 1979 wurde er zum Professor für Kunsttheorie an der Hochschule für bildende Künste ernannt und lehrte dort bis 2001.
Seit 1961 führte er eine Ehe mit Elisabeth Kluytenaar.

## Schriften
- Strategy: Get Arts, als Co-Autor, Düsseldorf 1970
- Harald Szeemann. Dokumente zur aktuellen Kunst 1967–1970. Material aus dem Archiv Szeemann, mit Aurel Schmidt und Harald Szeemann, Luzern, 1972
- Meine Tafel war daneben. Aktion St. Nikolaaskerk Brouwershaven Baarn, 1975
- Ich war guter Dinge, aber ihr Anblick hat mich sehr versachlicht. Ein Atlas 1952–72, Köln 1976
- Der Traum von der Metropole. Vom Happening zum Kunstmarkt – Kölns goldene sechziger Jahre, Köln 1979
- Mementi. Thematische Tagebücher aus drei Jahrzehnten Köln, Köln 1980
- Haikubuch – Klausurbuch, Köln 1981
- Winterbuch von Norderoog mit Lili Fischer, Kiel 1982
- Teufelsmoor persönlich mit Lili Fischer, Worpswede 1983
- Schreibpegel Bleckede mit Lili Fischer, Hamburg 1986
- Wellenlängen, Köln 1986
- OmU. (Original mit Untertiteln), Zürich 1988
- Ressource Kunst. Die Elemente neu gesehen als Hrsg., Köln 1989
- Handexemplar. Ein Konvolut Haiku, Münster 1993
- Schreibtischblätter, Hamburg 1996
- Leporello-Arie. 2 Bücher zum Aufstellen, bestehend aus: Lili Fischer: Medusenspiegel; Georg Jappe: Meine schönsten sechsundzwanzig Lösch- &Traumblätter, Ostfildern-Ruit 1997
- Polare Gestade mit Lili Fischer, Köln 1997